# Златко Целент
Златко Целент (Сплит, 20. јул 1952 — Паг, 25. фебруар 1992) био је југословенски веслач, освајач бронзане медаље на Олимпијским играма 1980. године.

## Спортска каријера
Спортом је почео да се бави када је имао дванаест година. Био је члан веслачког клуба Гусар из Сплита од 1966. године. Са само 19 година учествовао је на Европском првенству 1971. године у Копенхагену као члан осмерца. Године 1973. постао је првак Југославије, веслајући у двојцу без кормилара са Душком Мрдуљашем. Касније прелази заједно са Мрдуљашем у конкуренцију двојац са кормиларом. У периоду од 1973. до 1988. године био је првак Југославије чак 25 пута. На Медитеранским играма 1979. у Сплиту је био првак.
Освојио је бронзану медаљу на Олимпијским играма 1980. године у двојцу са кормиларом, заједно са Душком Мрдуљашем. На месту кормилара био је Јосип Реић. На познатој Краљевској Хелнеској регати 1982. године Целент је наступио са Мирком Иванчићем у двојцу без кормилара и стигао први на циљ. Учествовао је на четири олимпијаде, што је мало коме пошло за руком. Такмичио се у Монтреалу 1976, Москви 1980, Лос Анђелесу 1984. и Сеулу 1988. године. Када је престао са активним бављењем веслањем, постао је тренер.
Погинуо је 25. фебруара 1992. године у саобраћајној несрећи на острву Паг. Сахрањен је на гробљу Ловринац у Сплиту.